# Зрелищное здание (Владикавказ)
Зрелищное здание — памятник архитектуры во Владикавказе, Северная Осетия. Выявленный объект культурного наследия России и культурного наследия Северной Осетии. Находится в историческом центре города на углу улиц Маркуса, д. 56 и Титова, д. 13.
Последнее общественное здание, построенное во Владикавказе в дореволюционное время.
Двухэтажное здание из красного кирпича построено в июле 1914 года по проекту архитектора И. В. Рябикина. Здание предназначалось для зрелищных мероприятий. Главным помещением был большой двухсветный зрительный зал. На двух фасадах, выходящих на улицы Маркуса и Титова, находятся полуколонны прямоугольного вида. Согласно проекту на этих полуколоннах должны были размещаться капители, однако из-за начала Первой мировой войны их строительство не было завершено.
Во время Первой мировой войны в здании размещался госпиталь. С 1920 года — «Клуб декабристов» завода «Электроцинк».
С 1968 года в здании находится Северо-Осетинский театр кукол «Саби» (основан в 1943 году").